# Лоріс-Меліков Михайло Таріелович
Михайло Таріелович Лоріс-Меліков (1825 — 24(12).12.1888) — військовий і державний діяч, генерал-ад'ютант (1865), генерал від кавалерії (1875), граф (1878), член Державної ради (1880). Походив з давнього вірменського роду, що прийняв підданство Грузинського царства. Народився в м. Тифліс (нині м. Тбілісі, Грузія), 1832 разом з батьком, який був підприємцем і вів значні торговельні справи, затверджений у російському дворянстві. Деякий час навчався в тифліських школах, тоді ж оволодів кількома мовами. 1836 вступив до Лазаревського інституту східних мов у Москві. Від 1841 — у петербурзькій школі гвардійських прапорщиків і кавалерійських юнкерів. Приятелював з однокласником О.Наришкіним і поетом Миколою Некрасовим. 1843 випущений служити корнетом Гродненського лейб-гусарського полку. Від кінця 1844 — поручик.

## На посаді «для особливих доручень»
Улітку 1848 призначений на посаду «для особливих доручень» при намісникові імператора Миколи I й головнокомандувачі на Кавказі М.Воронцові. Воював проти горців. 1849 став штабсротмістром. Від 1851 — ротмістр. Супроводжував Хаджи-Мурата (колишнього соратника імама Шаміля) після переходу того на бік царату. 1853 підвищений у званні до полковника.

## Участь у Кримській війні
Учасник Кримської війни 1853—1856. Від весни 1855 служив при кавказькому намісникові й головнокомандуючому Окремим кавказьким корпусом М.Муравйові. Для виконання спеціальних завдань мав у підпорядкуванні окремий «легіон» (мобільний загін із кількох сотень охочих вояків і 500-особовий курдський полк). 1855 брав участь у блокаді Карського укріплення, змусив капітулювати тамтешню залогу. Виконував обов'язки коменданта захопленого регіону — місцевого пашалика. За Паризьким мирним договором 1856 передав Османській імперії фортецю Карс (в обмін на повернення Російській імперії попередньо втраченого нею Севастополя). Того ж року став генерал-майором.

## Дати біографії
- 1858 — військовий начальник в Абхазії та інспектор лінійних батальйонів Кутаїського генерал-губернаторства. Залучався до дипломатичних місій.
- 1860 вів переговори з представниками Османської імперії про переселення горців на її терени, виконував обов'язки військового начальника Південного Дагестану та дербентського градоначальника.
- Від 9 квітня (28 березня) 1863 керував Терською обл. Очолюючи там регулярні війська, був водночас наказним отаманом її козацтва, став генерал-лейтенантом.
- 1864 жорстоко придушив повстання в Кабарді корінного населення, сприяв інспірованій урядом масовій еміграції місцевого люду до Туреччини, селянській реформі на Північному Кавказі (див. також Селянська реформа 1861).

Колекціонував старожитності (з його зібрання ж. «Русский архив» 1873 опублікував рукопис «О кавказских правителях»).
- 1875 лікувався за кордоном, потоваришував із слов'янофілом О.Кошелевим, М.Погодіним.
- 1876 направлений командувати діючим на Кавказі корпусом. На початку російсько-турецької війни 1877—1878 штурмом здобув м. Ардаган, потім — Карс (нині обидва міста в Туреччині).
- Взимку 1878/79 обійняв посаду тимчасового генерал-губернатора в Астраханській та суміжних з нею губерніях, успішно вжив рішучі заходи задля ліквідації епідемії чуми на Поволжі.

## Командувач Харківського військового округу, генерал-губернатор
Від квітня 1879 — тимчасовий харківський генерал-губернатор (з підпорядкуванням, крім Харківської губернії, ще й Полтавської губернії, Чернігівської губернії, Курської, Бєлгородської й Орловської губерній) і командувач Харківського військового округу. За його урядування було розгромлено територіальну організацію «Народної волі» (15 осіб були віддані до військ. суду, 37 — відправлені на заслання за «політичну ненадійність»). Сприяв земству та міському самоврядуванню, підтримав створення Харківського технологічного інституту.
24 (12) лютого 1880, згідно з указом імператора Олександра II «Про затвердження Верховної розпорядчої комісії з охорони державного ладу та громадського спокою», призначений головним начальником утвореного в Санкт-Петербурзі надзвичайного органу влади, якому тимчасово підлягав навіть Третій відділ «Власної його Імператорської Величності канцелярії». 3 березня (20 лютого) на Л.-М. вчинив замах терорист Іполіт Млодецький, але не вцілив (зважаючи на це, сам потерпілий просив царя не позбавляти нападника життя, проте марно: за швидким судовим вироком через добу І.Млодецького стратили на петербурзькій шибениці).
Невдовзі влаштував сенаторську «загальну ревізію» кількох губерній, у тому числі Київської губернії, Воронезької та Чернігівської губерній. Улітку 1880 ініціював скасування запровадженої на початку цього ж року під його керівництвом Верховної розпорядчої комісії (була створена для боротьби з тогочасним революційним народництвом), зберігши її функції та власні повноваження в системі оновленого міністерства внутрішніх справ, яке очолив у ранзі міністра (фактично як прем'єр-міністр), ставши водночас і шефом жандармів. Разом із монархом відвідав Крим, супроводжував туди й цесаревича Олександра Олександровича — спадкоємця російського престолу. По поверненні до Санкт-Петербурга 18(06) вересня виступив перед редакторами провідних періодичних видань із роз'ясненням своїх політичних намірів (фактично це був перший у Російській імперії брифінг для преси).

## Програма поміркованої лібералізації
1881 виклав Олександрові II програму поміркованої лібералізації управління державою, готував проєкт відповідного урядового повідомлення для офіційної газети «Правительственный вестник», однак по загибелі царя від бомбування терористами не знайшов підтримки для продовження цієї справи у нового імператора Олександра III. 16 (4) травня 1881 демонстративно взяв відставку за станом здоров'я. Відтоді мешкав переважно за кордоном.

## Нагороди
Нагороджений орденами св. Анни 4-го ст. з написом «За храбрость» (1848), 3-го ст. з бантом (1850), 2-го ст. з мечами і такого самого ступеня з імператорською короною (1852), 1-го ст. з мечами (1860), св. Станіслава 1-го ст. (1859), св. рівноапостольного кн. Володимира 4-го ст. з бантом (1854), 3-го ст. з мечами (1855), 2-го ст. з мечами (1861) та 1-го ст. з мечами (1877), Білого орла (1865), св. Георгія 3-го і 2-го ст., св. апостола Андрія Первозваного (1880), а також золотою шаблею за хоробрість (1851).
Нагороджений золотою медаллю «За працю у справі звільнення селян від кріпацтва».
Помер у м. Ніцца (Франція). Похований у Тифлісі.